# Guillermo Pomi
Guillermo José Pomi Barriola (* 1956 oder 1957) ist ein uruguayischer Diplomat und Ökonom.
Guillermo Pomi studierte erfolgreich Wirtschaftswissenschaften mit Schwerpunkt Finanzwirtschaft ("Economía Financiera"). Er erwarb zudem den Maitre en Sciences Economiques und den Master of Arts in Ökonomie an der Université catholique de Louvain. Pomi war von 2005 bis 2010 Botschafter Uruguays in Südafrika. Nachdem der Senat am 13. April 2010 einstimmig zugestimmt hatte, wurde Pomi schließlich am 26. April 2010 als Nachfolger von Francisco Bustillo zum uruguayischen Botschafter in Argentinien ernannt.